# Овражное (Сакский район)
Овра́жное (до 1948 года Тюме́нь; укр. Овражне, крымскотат. Tümen, Тюмен) — исчезнувшее село в Сакском районе Республики Крым (согласно административно-территориальному делению Украины — Автономной Республики Крым), располагавшееся в центре района, в степном Крыму, на северном берегу одного из заливов озера Сасык, примерно в 3 километрах южнее современного села Глинка.

### Динамика численности населения
| - 1806 год — 87 чел. - 1864 год — 17 чел. - 1889 год — 101 чел. - 1892 год — 67 чел. | - 1900 год — 132 чел. - 1915 год — 52/41 чел. - 1926 год — 118 чел. - 1939 год — 103 чел. |

## История
Первое документальное упоминание села встречается в Камеральном Описании Крыма… 1784 года, судя по которому, в последний период Крымского ханства Тюмек входил в Каракуртский кадылык Бахчисарайского каймаканства. После присоединения Крыма к России (8) 19 апреля 1783 года, (8) 19 февраля 1784 года, именным указом Екатерины II сенату, на территории бывшего Крымского Ханства была образована Таврическая область и деревня была приписана к Евпаторийскому уезду. После Павловских реформ, с 1796 по 1802 год, входила в Акмечетский уезд Новороссийской губернии. По новому административному делению, после создания 8 (20) октября 1802 года Таврической губернии, Тюмень был включён в состав Урчукской волости Евпаторийского уезда.
По Ведомости о волостях и селениях, в Евпаторийском уезде с показанием числа дворов и душ… от 19 апреля 1806 года в деревне Тумен числилось 14 дворов, 83 крымских татарина и 4 ясыров. На военно-топографической карте генерал-майора Мухина 1817 года деревня Тюмень обозначена с 15 дворами. После реформы волостного деления 1829 года Тюмень, согласно «Ведомости о казённых волостях Таврической губернии 1829 года» остался в составе Урчукской волости. На карте 1836 года в деревне 18 дворов. Затем, видимо вследствие эмиграции крымских татар, деревня заметно опустела и на карте 1842 года Тюмень обозначен условным знаком «малая деревня», то есть, менее 5 дворов.
В 1860-х годах, после земской реформы Александра II, деревню приписали к Чотайской волости. В «Списке населённых мест Таврической губернии по сведениям 1864 года», составленном по результатам VIII ревизии 1864 года, Тюмень — владельческая татарская деревня, с 3 дворами, 17 жителями и мечетью при колодцах. По обследованиям профессора А. Н. Козловского 1867 года, глубина колодцев в деревне составляла 10 саженей (21 м), вода в которых была «горьковатая или солоноватая». На трёхверстовой карте Шуберта 1865—1876 года в деревне Тюмень обозначено 11 дворов. В «Памятной книге Таврической губернии 1889 года», по результатам Х ревизии 1887 года, в деревне Тюмень числилось 19 дворов и 101 житель. На верстовой карте 1890 года в деревне Тюмень обозначено 30 дворов с татарским населением. Согласно «…Памятной книжке Таврической губернии на 1892 год», в деревне Тюмень, входившей в Иолчакский участок, было 67 жителей в 11 домохозяйствах.
Земская реформа 1890-х годов в Евпаторийском уезде прошла после 1892 года, в результате Тюмень приписали к новой Сакской волости. По «…Памятной книжке Таврической губернии на 1900 год» в деревне числилось 132 жителя в 31 дворе. По Статистическому справочнику Таврической губернии. Ч.II-я. Статистический очерк, выпуск пятый Евпаторийский уезд, 1915 год, в деревне Тюмень (вакуф) Сакской волости Евпаторийского уезда числилось 20 дворов (2 двора с землёй, 18 — безземельные) с русскими жителями в количестве 52 человек приписного населения и 41 — «постороннего», из которых 53 мужчины и 40 женщин. Жители владели 200 десятинами удобной земли. В хозяйствах имелось 63 лошади, 3 коровы и 400 голов мелкого скота.
После установления в Крыму Советской власти, по постановлению Крымревкома от 8 января 1921 года № 206 «Об изменении административных границ» была упразднена волостная система и село вошло в состав Евпаторийского района Евпаторийского уезда, а в 1922 году уезды получили название округов. 11 октября 1923 года, согласно постановлению ВЦИК, в административное деление Крымской АССР были внесены изменения, в результате которых округа были отменены и произошло укрупнение районов — территорию округа включили в Евпаторийский район. Согласно Списку населённых пунктов Крымской АССР по Всесоюзной переписи 17 декабря 1926 года, в селе Тюмень (татарский), Айдаргазского сельсовета Евпаторийского района, числилось 26 дворов, все крестьянские, население составляло 118 человек, все татары. Постановлением президиума КрымЦИК от 26 января 1935 года «Об образовании новой административной территориальной сети Крымской АССР» был создан Сакский район и село включили в его состав. По данным всесоюзной переписи населения 1939 года в селе проживало 103 человека.
В 1944 году, после освобождения Крыма от фашистов, согласно Постановлению ГКО № 5859 от 11 мая 1944 года, 18 мая крымские татары были депортированы в Среднюю Азию. 12 августа 1944 года было принято постановление № ГОКО-6372с «О переселении колхозников в районы Крыма», по которому в район из Курской и Тамбовской областей РСФСР в район переселялись 8100 колхозников, а в начале 1950-х годов последовала вторая волна переселенцев из различных областей Украины. С 25 июня 1946 года Овражное в составе Крымской области РСФСР. Указом Президиума Верховного Совета РСФСР от 18 мая 1948 года, Тюмень татарский, Тюмень русский и Тюмень немецкий объединили в одно селение с названием Овражное. 26 апреля 1954 года Крымская область была передана из состава РСФСР в состав УССР. Время включения в состав Охотниковского сельсовета пока не установлено: на 15 июня 1960 года посёлок Овражное уже числился в его составе. Указом Президиума Верховного Совета УССР «Об укрупнении сельских районов Крымской области», от 30 декабря 1962 года село присоединили к Евпаторийскому району. 1 января 1965 года, указом Президиума ВС УССР «О внесении изменений в административное районирование УССР — по Крымской области», Евпаторийский район был упразднён (по другим данным — 11 февраля 1963 года) и Овражное включили в состав Сакского. Овражное ликвидировано к 1 января 1968 года (согласно справочнику «Крымская область. Административно-территориальное деление на 1 января 1968 года» — в период с 1954 по 1968 годы), как посёлок Охотниковского сельсовета.